# پسرخاله (شخصیت عروسکی)
پسرخاله شخصیتی عروسکی است که برای اولین بار در سال ۱۳۷۲ در برنامهٔ صندوق پست همراه با کلاه قرمزی ظاهر شد و سال ۱۳۷۳ به دلیل محبوبیت این دو عروسک فیلم سینمایی کلاه قرمزی و پسرخاله به کارگردانی ایرج طهماسب ساخته شد که تا سال‌ها پرفروش‌ترین و پربیننده‌ترین فیلم تاریخ سینمای ایران بود. وی در همه برنامه‌های کلاه قرمزی در دهه ۷۰ حضور یافت و سال ۱۳۸۱ بار دیگر در برنامه  خانه کلاه قرمزی محصول صحرا فیلم  حضور یافت. در همان سال فیلم کلاه قرمزی و سروناز نیز با حضور پسرخاله اکران شد و پرفروش‌ترین فیلم سال شد. پسرخاله بار دیگر، در سال ۸۸ در برنامهٔ تلویزیونی کلاه قرمزی ۸۸ حضور یافت و پس از آن در شش سری ساخته شده دیگر از مجموعه تلویزیونی کلاه قرمزی نیز حضور یافت.

## ویژگی‌های شخصیتی
پسرخاله نمونه متضاد کلاه‌قرمزی است. برخلاف کلاه‌قرمزی که پسری بازیگوش، شیطان، حاضرجواب و تنبل است و طبقهٔ اقتصادی روشنی هم ندارد،
پسرخاله لوطی‌منش و کم‌حرف است و حاضر است خودش را برای کمک به دیگران به آب و آتش بزند. او کودکی است که انگار کودکی نکرده و زود بزرگ شده‌است. او به نوعی کودک کار هم هست. در فیلم سینمایی کلاه‌قرمزی و پسرخاله او به جای تحصیل، در یک نانوایی کار می‌کند.
پسرخاله برخلاف باقی شخصیت‌های مجموعه معمولاً آیتم و ماجراهای مخصوص به خود را دارد و داستانش معمولاً نقل فداکاری‌هایی است که انجام داده تا رسیده‌است به آن آیتم.
با وجودی که بیشتر عروسک‌های برنامهٔ کلاه‌قرمزی شبیه خود کلاه‌قرمزی‌اند و حتی فامیل دور با آن سر طاس و سبیل هم شبیه کلاه‌قرمزی است، اما پسرخاله شبیه آن‌ها نیست. پسرخاله صورتی گرد دارد، سری کاملاً طاس، با یک خال کنار بینی، کلاهی پشمی به سر که تا نیمهٔ چشمانش پایینش می‌کشد و کُتی مشکی به تن و یک شال‌گردن به گردن. مرضیه محبوب، عروسک‌ساز و عروسک‌گردان این شخصیت عروسکی دلیل این تفاوت را این می‌داند که پسرخاله، پسرخالهٔ کلاه‌قرمزی نیست؛ اسمش این است و شاید اگر اقوام پسرخاله هم به برنامه بیایند، ببینیم که همهٔ آن‌ها شبیه پسرخاله‌اند. گویندگی شخصیت پسرخاله را  حمید جبلی بر عهده داشت.

## تکیه‌کلام
- چی گفتی! نه، نفهمیدم چی گفتی؟
- چی گفتی! نه، می‌خواهم ببینم چی گفتی؟
- مگه چیه؟
- نون بگیرم؟
- نفت بگیرم؟
- خب مگه چیه؟ عیده دیگه.

## شخصیت
- پسرخاله شخصیت مهربان در عین حال کمی تندخو دارد که جملات را به صورت ناتمام بیان می‌کند؛ مخصوصاً زمانی که احساساتی می‌شود: آقای مجری، رفتیم روی پشت‌بوم بخوابیم، داشتیم می‌خوابیدیم، گربه میو… هیچی، گشنه رفتیم شیر آوردیم خورد. بازم میو، این دفعه تشکر.

## نقد شخصیت
پسرخاله در میان مخاطبان قدیمی مجموعه طرفداران بسیاری دارد که شاید به دلیل تداعی سبک زنگی‌شان در آن دوران با این شخصیت باشد. اما جدای از مخاطبان، در میان گروه تولید برنامه نیز او شخصیتی احترام‌برانگیز است به طوری که دنیا فنی‌زاده، عروسک‌گردان همیشگی کلاه‌قرمزی می‌گوید برای پسرخاله احترام قائل است، آن‌قدر که جلوی او دست و پای خود را جمع می‌کند.
با این وجود برخی نیز منتقد این شخصیت عروسکی‌اند. محمدحسن ساکی، منتقد سینما معتقد است برخلاف بی‌طبقگی و عمومیت زمانی و فرهنگی کلاه‌قرمزی که از او نمادی برای پسربچهٔ ایرانی ساخته، پسرخاله به یک کودکی خاص و حتی به محدودهٔ جغرافیایی خاصی از تهران تعلق دارد. حتی دیالوگ‌های معروف او، از قبیل «نفت بگیرم؟» نمایانگر زمانه‌ای‌ست که او به آن تعلق دارد. این منتقد بر این اساس بر این باور است که به همین دلیل پسرخاله هرگز نمی‌تواند همچون کلاه‌قرمزی در میان چند نسل مخاطب برنامه امتداد یابد. به باور ساکی تلاش برای روزآمدکردن شخصیت او مثل خرید نان فانتزی به جای سنگک در ویژه‌برنامهٔ نوروز سال ۱۳۸۸ هم تأثیری در روزآمدی این شخصیت ندارد. به همین دلیل هم هست که پسرخاله آیتم و ماجراهای مخصوص به خود را دارد؛ انگار که زبان سایرین را نمی‌داند، در حالی که کلاه‌قرمزی همراه سایر عروسک‌های جدید به حیاتش ادامه می‌دهد.

## پی‌نوشت
1. 1 2 3 4 5 6  ساکی، «تفلد» عید شما مبارک.
2. ↑  رضایی، ««کلاه‌قرمزی» و فرهنگ رسمی»، رادیو زمانه.
3. 1 2  مهاجر و  محبوب، «کلاه‌قرمزی و پسرخاله شناسنامه دارند»، جام‌جم.
4. ↑  روزبان و  فنی‌زاده، «بعد از کلاه‌قرمزی فامیل دور را…»، مهر.